# 馬ピロプラズマ症
馬ピロプラズマ症（うまぴろぷらずましょう、英:equine babesiosis）とはTheileria equiあるいはBabesia caballiの赤血球への寄生を原因とするウマの寄生虫病。カクマダニ類、イボマダニ類、コイタマダニ類によって媒介される。Theileria equi寄生では発熱、元気消失、流涙、眼瞼腫脹、黄疸、貧血、血色素尿などの症状を示す。Babesia caballi寄生では発熱、貧血、黄疸、後躯麻痺などを示し、耐過した場合は1～4年にわたり不顕性感染を示す。血清診断法として間接蛍光抗体法、競合ELISA、補体結合反応がある。治療法は確立していない。馬ピロプラズマ症は国際獣疫事務局（OIE）の疾病リストに指定されている。